# Wiktar Kasciuczonak
Wiktar Pauławicz Kasciuczonak (błr. Віктар Паўлавіч Касцючонак, ros. Виктор Павлович Костючёнок - Wiktor Pawłowicz Kostiuczonok; ur. 7 czerwca 1979 w Mińsku) – białoruski hokeista, reprezentant Białorusi, olimpijczyk. Trener hokejowy.

## Kariera zawodnicza
- Junost' Mińsk (1995–2000)
- Polimir Nowopołock (1998)
- Deggendorfer EC (2000)
- Brest (2000–2003)
- Junost' Mińsk (2003–2006)
- Łada Togliatti (2006–2007)
- Junost' Mińsk (2007–2008)
- Amur Chabarowsk (2008–2009)
- Spartak Moskwa (2009–2010)
- Dynama Mińsk (2010–2011)
- Awtomobilist Jekaterynburg (2011–2012)
- Junost' Mińsk (2012-2014)
- Arystan Temyrtau (2014, Puchar Kazachstanu)

Wychowanek, wieloletni gracz i od września 2012 ponownie zawodnik Junosti Mińsk. W swojej karierze grał w białoruskiej ekstralidze, superlidze rosyjskiej i KHL.
Uczestniczył w turniejach mistrzostw świata w 2002,  (Dywizja I), 2006, 2007, 2008, 2009, 2011, 2012 oraz zimowych igrzysk olimpijskich 2010.

## Kariera trenerska
- MHK Junost' Mińsk (2014-2015), asystent trenera
- Saryarka Karaganda (2015-2017), trener w sztabie
- Spartak Moskwa (2017-2018), asystent trenera
- Junost' Mińsk (2018), asystent trenera
- Saryarka Karaganda (2018-2019), asystent trenera
- Jugra Chanty-Mansyjsk (2019-2022), asystent trenera
- Amur Chabarowsk (2022-), asystent trenera

Od listopada 2014 asystent trenera MHK Junost', Andreja Rasolki. Od sierpnia 2015 trener w sztabie szkoleniowym kazachskiego zespołu Saryarka Karaganda w rosyjskiej lidze WHL. Od kwietnia 2017 był asystentem głównego trenera Spartaka Moskwa. W czerwcu 2018 wszedł do sztabu Junosti Mińsk, na początku października 2018 do sztabu Saryarki Karaganda, a w maju 2019 do sztabu Jugry Chanty-Mansyjsk u boku szkoleniowca WadimWadim Jepanczincew Jepanczincewa. W maju 2022 został ogłoszony trenerem w sztabie trenera Jepanczincewa w Amurze Chabarowsk.

## Sukcesy
Reprezentacyjne
- Awans do Grupy B mistrzostw świata juniorów do lat 20: 1997
- Awans do elity mistrzostw świata: 2002

Klubowe
- Srebrny medal mistrzostw Białorusi (3 razy): 1999, 2008, 2014 z Junostią Mińsk
- Złoty medal mistrzostw Białorusi (3 razy): 2004, 2005, 2006 z Junostią Mińsk
- Puchar Białorusi (2 razy): 2004, 2014 z Junostią Mińsk
- Mistrzostwo 3. ligi francuskiej: 2002 z Brest
- Awans do francuskiej Division 2: 2002 z Brest